# Goris
Goris (armenski:Գորիս) je grad u Armeniji, u pokrajini Sjunik.

## Povijest
Status grada je dobio 1885. godine za vrijeme Ruskog Carstva

## Zemljopis
Grad se nalazi u pokrajini Sjunik na 1370 metara nadmorske visine, u južnom dijelu Armenije. 250 km južno od glavnog grada Erevana

## Stanovništvo
Prema popisu iz 2009. godine ima 21932 stanovnika.

## Gradovi prijatelji
| Grad    | Država      |
| ------- | ----------- |
| Vienne  | Francuska   |
| Njasviš | Bjelorusija |

## Galerija
- Goriške piramide
- Pogled na Goris
- Panorama Gorisa